# 吳立勝
吳立勝（1948年6月26日—）澳門企業家，廣東南海人，是中国人民政治协商会议第九屆全國委員會委員（特别邀请人士），澳門廣播電視股份有限公司前執行董事。1948年在中國大陸出生。1978年到葡屬澳門謀生，初為街頭成衣小販。現在是澳門新建業集團董事會主席、房地產大亨，資產約百億澳門元。
吳立勝在中國大陸曾經歷文化大革命，未能上大學。在澳門，其集團涉及國際貿易、成衣、地產開發、酒店、餐飲、旅遊及大眾傳播生意等，白手興家。
2005年10月，台灣團結聯盟主席蘇進強引薦吳立勝來台灣，在玉山官邸與總統陳水扁商談APEC會議的相關內容。2008年7月7日，陳水扁辦公室強調，陳水扁確實和吳立勝會面，但當時並不知道吳立勝是大陸的全國政協委員，他們事前不認識，見面之後也沒有聯繫；這場會面，因為正好是假日，所以才安排在玉山官邸，是很平常的見客，甚至可以說是毫無意義的會面。
2015年9月19日，吴立胜与助手在乘坐私人飞机入境美国时，因从2013年7月以来共携带450万美元现金并未能如实申报用途，且未能在2014年9月出席法庭听证会而被逮捕。吴被捕时正值中共總書記习近平访问美国。事后，吴立胜涉嫌贿赂前联合国大会主席约翰·威廉·阿什而被起诉。
当地时间2017年7月27日星期四，美国纽约曼哈顿联邦法院裁定吴立胜贿赂联合国外交官罪成，行贿、洗黑钱和贪污等6项罪名全部成立。他最高可被判处65年监禁，法庭随即禁止他在未获特别批准的情况下离开软禁他的曼哈顿一处公寓。吴立胜方面表示一定会上诉。
当地时间2018年3月30日，吳立勝在美國紐約被控賄賂聯合國要員，以換取在澳門興建聯合國會議中心，罪名成立。美國政府尋求將吳立勝判監6年以上，同時尋求向吳罰款200萬美元。
2018年5月11日，澳門地產大亨、前中國政協委員吳立勝，因賄賂聯合國官員以獲取在澳門興建聯合國會中心的支持，被紐約曼哈頓聯邦法院判處四年監禁，另罰款100萬美元（約澳門幣809萬元），支付聯合國律師費30萬2千美元（約澳門幣244萬元），並沒收與他犯案所動用資產金額相若的150萬美元（約澳門幣1,213萬元）。吳立勝交付5,000萬美元（約澳門幣四億元）獲保釋，24小時軟禁於曼哈頓寓所，直至7月10日向監獄報道。吳立勝於宣判前表示深感後悔，並指真心相信會議中心能造福澳門。
2021年3月19日，紐約曼哈頓美國地區法官布羅德里克（Vernon Broderick）星期三命令澳門地產開發商吳立勝（Ng Lap Seng）提前釋放，可以返回澳門。理由是吳的健康狀況惡化，並說吳在澳門可能比在賓夕法尼亞一家有數百COVID-19病例的監獄更加安全。
2022年6月24日，據澳廣視葡文電台報道，吳立勝被指捲入前土地工務運輸局局長李燦烽涉貪案中，其中吳立勝被控「受賄作不法行為罪」、「清洗黑錢罪」及「偽造文件罪」。
2022年8月13日，澳門特別行政區檢察院公佈澳門特別行政區初級法院將在於11月4日上午10時對李燦烽貪污案開審，屆時吳立勝將出庭應訊。
2023年3月31日，初級法院宣判其清洗黑錢和受賄等多項罪名成立，共被判15年實際徒刑。
2023年11月21日，中級法院改判部分控罪上訴裁定成立，獲減刑改判4年6個月。